# Battaglia di Eisenach
La battaglia di Eisenach nel 908, fu una schiacciante vittoria magiara su un esercito germanico composto da truppe provenienti da Franconia, Sassonia e Turingia.

## Antefatti
Questa battaglia fa parte della guerra ungherese - tedesca che iniziò nel 900, dopo la conquista ungherese della Pannonia (Transdanubio), e durò fino al 910, le battaglie di Augusta e Rednitz, entrambe terminanti in disastrose sconfitte tedesche, che costrinsero il re tedesco Ludovico il Fanciullo e i ducati tedeschi per accettare le perdite territoriali e rendere omaggio agli ungheresi.

## Preludio
Dopo che la battaglia di Presburgo si concluse con una catastrofica sconfitta degli eserciti della Franconia orientale guidati dal principe di Baviera Liutpoldo, gli ungheresi seguirono la filosofia nomade della guerra: distruggere completamente il nemico o costringerlo a sottomettersi, costretto per la prima volta il principe Arnolfo di Baviera a farsi dare tributi e lasciare che i loro eserciti attraversassero le terre del ducato per aver attaccato altri territori tedeschi e cristiani, iniziarono quindi campagne a lungo raggio contro gli altri ducati della Germania. 

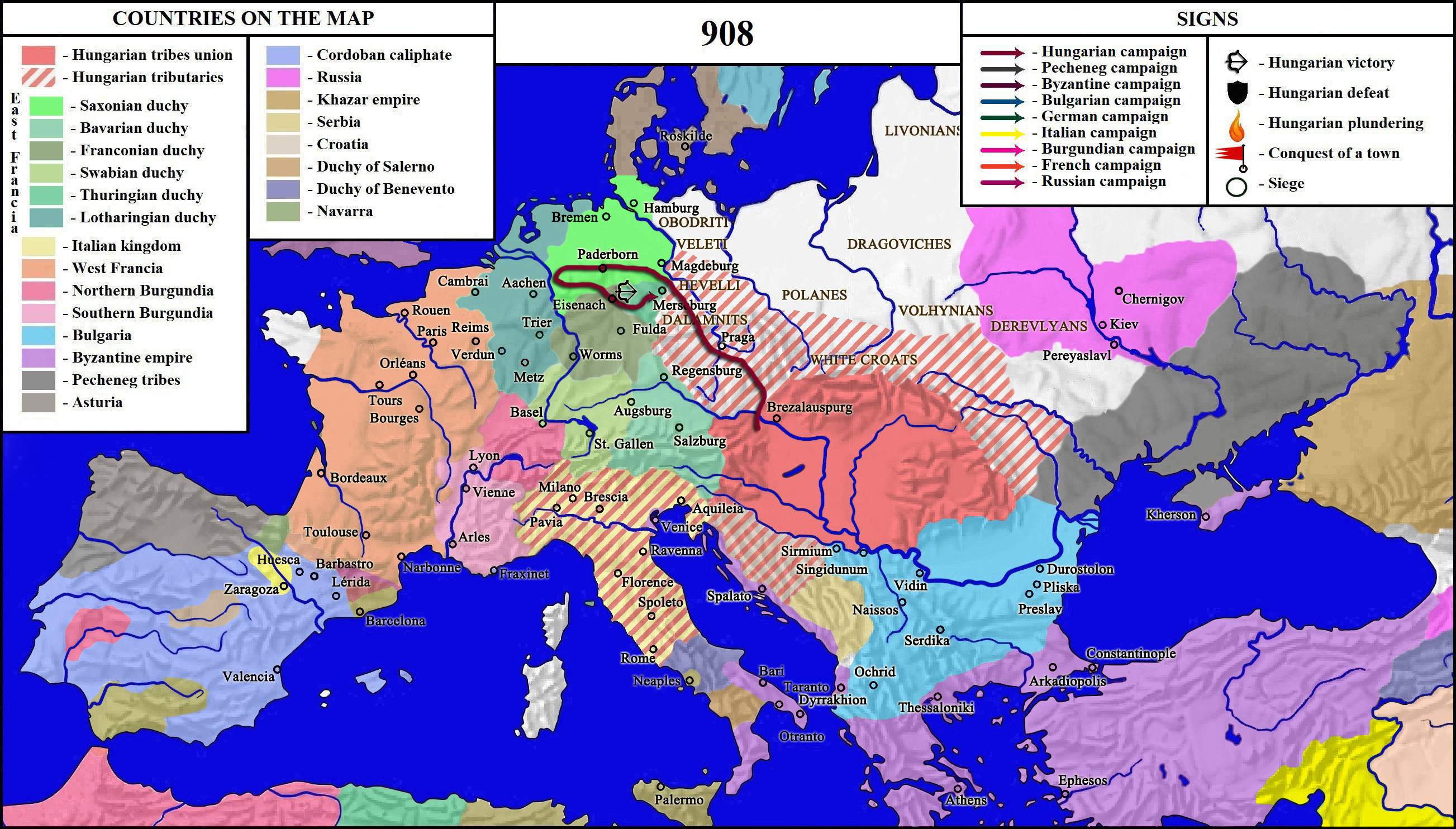
L'invasione magiara del 908 e la battaglia di Eisenach

Il primo di questi fu l'attacco di un esercito ungaro alla Turingia e alla Sassonia. Tuttavia questo non fu il primo in Sassonia, perché due anni prima due eserciti avevano devastato uno dopo l'altro il ducato, essendo stati invitati a venire dalla tribù slava dei Dalamanci, che vivevano vicino a Meissen, essendo minacciati dagli attacchi dei sassoni e dai loro saccheggi. Nella loro campagna del 908, gli ungari usarono di nuovo il territorio dei Dalamanci per attaccare la Turingia e la Sassonia, provenienti dalla Boemia o dalla Slesia, dove vivevano le tribù slave. Le forze della Turingia e della Sassonia, sotto la guida del margravio di Turingia Burcardo incontrarono gli ungari sul campo di battaglia di Eisenach. Il numero delle forze non è noto e neppure il capo delle forze ungheresi, sebbene sia possibile che sia stato lo stesso comandante a condurre gli ungheresi a grandi vittorie nelle battaglie di Presburgo nel 907, Augusta e Rednitz nel 910, per l'esito categorico di quelle battaglie (annientamento delle forze nemiche insieme ai loro generali).

## Battaglia
Non conosciamo molti dettagli di questa battaglia, ma sappiamo che fu una sconfitta schiacciante per i germanici e il capo dell'esercito fu ucciso, insieme Burcardo di Turingia ed Egino di Turingia e Rodolfo I, vescovo di Würzburg, insieme alla maggior parte dei soldati tedeschi.
Gli ungari saccheggiarono la Turingia e la Sassonia fino a nord di Brema, tornando a casa con un ricco bottino.

## Conseguenze
Dopo questa vittoria, le incursioni magiare contro i ducati tedeschi continuarono fino al 910, le battaglie di Augusta e di Rednitz si conclusero con disastrose sconfitte germaniche, dopo le quali il re tedesco Ludovico concluse la pace con il principato d'Ungheria, accettando di pagare tributi a quest'ultimo e riconoscendo i guadagni territoriali ungari fatti durante la guerra.